# Gerardo Menéndez Mieres
Gerardo Menéndez Mieres (nacido el en Avilés en 1976) es un jinete español.
Fue campeón de España de saltos en 2018 y formó parte del equipo olímpico español en Río de Janeiro 2016 como jinete reserva, y del equipo español que quedó cuarto en los Juegos Mediterráneos de 2018, formado por Eduardo Álvarez Aznar, montando a 'Fidux'; Paola Amilibia con 'Julieta'; Pilar Cordón, montando a 'Grand Cru van de Rozenberg'; y Menéndez, con 'Costello DC'.
En 2017 ganó el Gran Premio del Concurso de Saltos Internacional de Gijón.